# ロールス・ロイス BR700

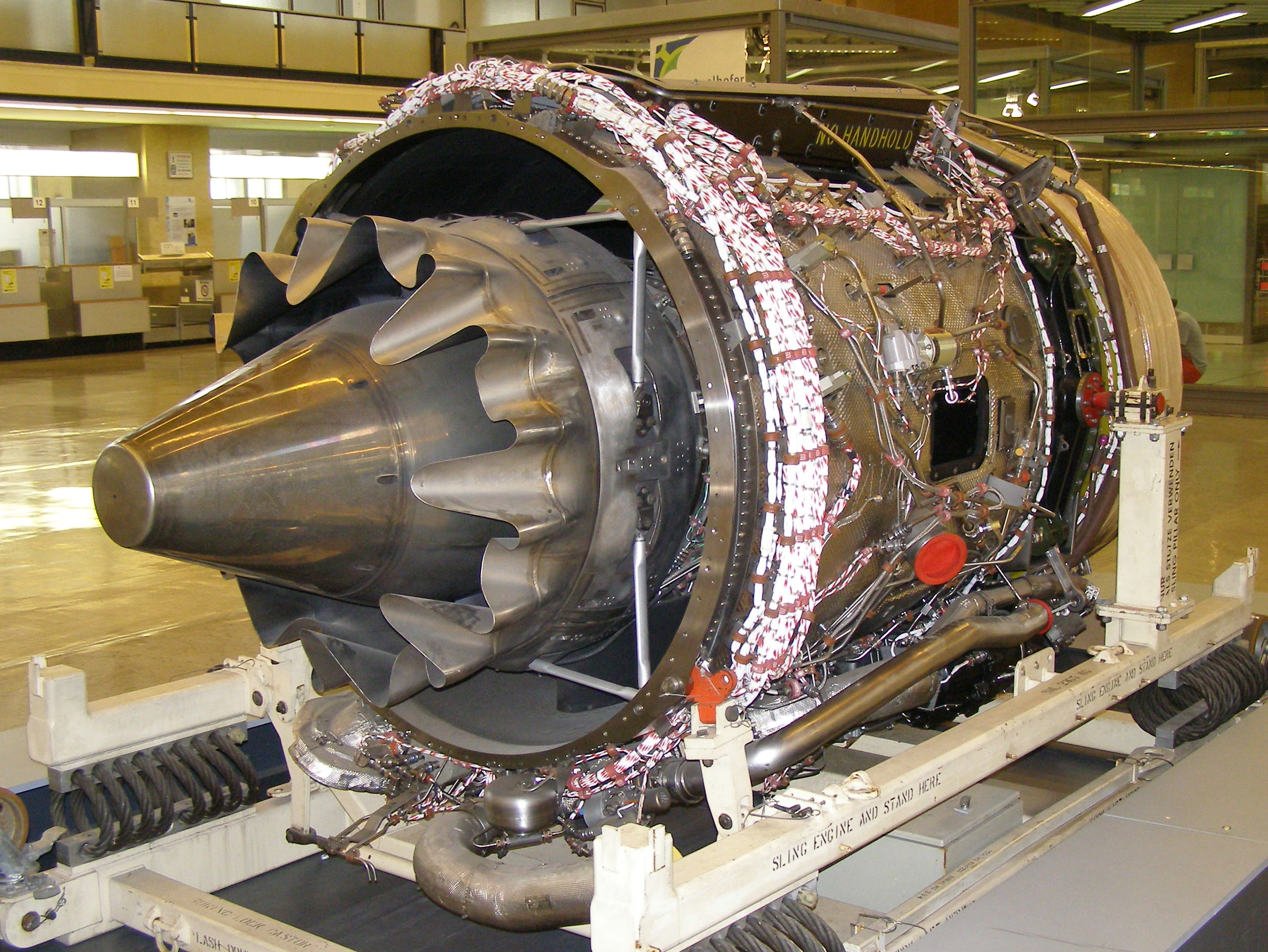
BR710エンジンの後部

BR700 は、BMW と ロールス・ロイス・ホールディングス の合弁会社である BMW・ロールス・ロイス（現ロールス・ロイス・ドイツ）によって開発されたエンジンのシリーズである。
同社は1990年に設立され、最初のエンジンの運転 (BR710) は1994年に行われた。

## 派生機種
|                 | BR710-48      | BR715-58      | BR725-50       |
| 推力 (lb)       | 14,750-15,500 | 18,500-22,000 | 15,000-17,000  |
| 乾燥重量 (lb)   | 4,640         | 6,155         | 約4,912        |
| 全長 (in)       | 134.0         | 147.0         | 202.0(ナセル?) |
| ファン直径 (in) | 48.0          | 58.0          | 50.0           |

### BR710-A1-10, C2-20
ツインシャフトターボファンの BR710 は、1997年には ガルフストリーム V に、1998年には ボンバルディア グローバル・エクスプレス に搭載された。この機種は ガルフストリーム G550/G500のエンジンとしても採用された。
排気システムを修正した関連機種が、BAE ニムロッドMRA.4に提供される予定であった。
2段の低圧タービンで駆動される直径48インチの1段のファン、2段の空冷高圧タービンで駆動される過給10段高圧コンプレッサ(V2500ユニットを基にした)で構成される。

### BR715-A1-30, B1-30, C1-30

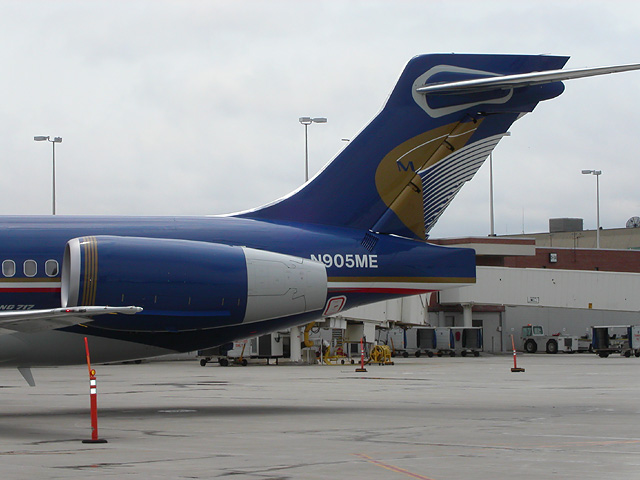
ミッドウエスト航空 ボーイング717のBR715 エンジン

もう一つのツインシャフトターボファンである BR715 は、1997年4月に最初の運転を行い、1999年中頃より実運用を開始した。この機種は ボーイング717 のエンジンである。
直径58インチ(150cm)の単段ファンと、2段低圧コンプレッサ、3段の低圧タービンから成る新開発の低圧軸を有する。高圧の軸は BR710 のものと類似している。
中圧コンプレッサブースターステージはエンジンコアを過給し、コアの出力とエンジンの推力を増大させる。しかし、排気騒音の要件を満足させるためには比推力を十分低くする必要があり、大きなファンを使用している。

### BR725
BR725 は ガルフストリーム G650 向けの新しいエンジンである このエンジンは最大で、17000lbf(75.6kN)の推力がある。
BR725 は 4.4:1 のバイパス比であり、全機種の BR710 よりも騒音を 4 db 低減している。ファンは 50インチ(127cm) であり、24本のチタン製のブレードで構成される。
BR725 プロトタイプは、2008年4月の時点で構成ユニットのベンチテストを受けている。完全に動作する最初のエンジンは 2008年春の終わりに予定されている。
2021年9月24日、アメリカ空軍のB-52H戦略爆撃機の換装用エンジンにBR725の軍用タイプF130が採用されたことが発表された。なお、F130も出力としては従来のP&W TF33と同等となるため、2発1組で8発での搭載となる。